# Barrow Town F.C.
Barrow Town F.C. là một câu lạc bộ bóng đá đến từ Barrow upon Soar, gần Loughborough, Leicestershire, Anh. Hiện tại đội bóng đang thi đấu ở East Midlands Counties League.

## Lịch sử
Barrow Town được thành lập năm 1904 với tên gọi Barrow Old Boys và trong sự tái hợp sau Thế chiến thứ II họ gia nhập Leicestershire Senior League trước khi gia nhập East Midlands Counties Football League mới được thành lập năm 2008.

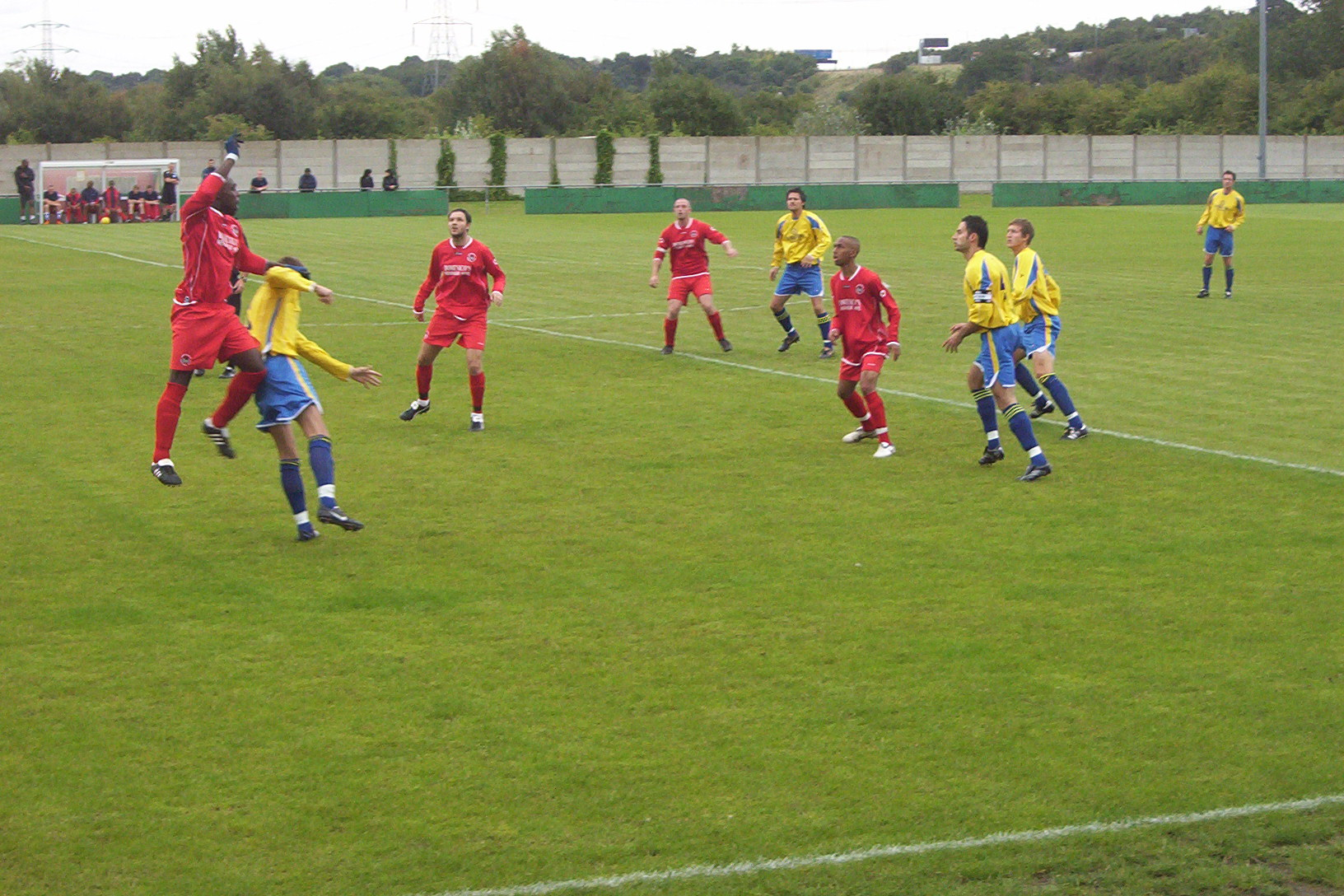
Barrow Town (áo vàng) đấu với Castle Vale trong khuôn khổ FA Cup năm 2008

Năm 1981, đội bóng đổi tên từ Barrow Old Boys F.C. thành tên hiện tại. Năm 1991, họ vô địch Division One và được thăng hạng Premier Division, trở thành á quân trong 3 lần. Đội bóng vào được vòng 2 của FA Vase ba lần trong lịch sử, trong vòng 6 mùa giải. Mùa giải 2011–12, họ vào đến Vòng loại 3 của FA Cup, và được lên mặt báo khi Sean Cato là cầu thủ ghi bàn thắng trẻ nhất trong lịch sử – lúc 16 tuổi và 25 ngày. Anh ghi bàn trong trận cầu hủy diệt ở vòng Sơ loại 7–2 trên sân khách trước Rothwell Town.

## Kình địch
Kình địch chính của Barrow Town theo khu vực địa lý là Quorn, Loughborough Dynamo và Sileby Town.

## Honours
- Leicestershire Senior League Premier Division[2]
  - Á quân 1994–95, 2002–03, 2005–06, 2007–08
- Leicestershire Senior League Division One[2]
  - Vô địch 1992–93
- Leicestershire Senior League Division Two[1]
  - Á quân 1968–69
- East Midlands Counties League[1]
  - Á quân 2012–13

## Đội hình chính
Tính đến 28 tháng 8 năm 2014
Ghi chú: Quốc kỳ chỉ đội tuyển quốc gia được xác định rõ trong điều lệ tư cách FIFA. Các cầu thủ có thể giữ hơn một quốc tịch ngoài FIFA.
| Số | VT | Quốc gia | Cầu thủ                |
| -- | -- | -------- | ---------------------- |
| —  | TM | Anh      | Ashley King            |
| —  | HV | Anh      | Jamie Sharman          |
| —  | HV | Anh      | Fran Finnemore         |
| —  | HV | Anh      | James Portwood         |
| —  | HV | Anh      | Mitchell Turner        |
| —  | HV | Anh      | Luke Plummer (Đội phó) |
| —  | HV | Anh      | Ryan Lees              |
| —  | TV | Anh      | Christopher Davis      |
| —  | TV | Anh      | Jordan Lever           |
| —  | TV | Anh      | Ben Law                |

| Số | VT | Quốc gia | Cầu thủ                   |
| -- | -- | -------- | ------------------------- |
| —  | TV | Anh      | Ryan Whatley (Đội trưởng) |
| —  | TV | Anh      | John Grady                |
| —  | TV | Anh      | Lloyd Tapper              |
| —  | TV | Anh      | Jake Culverwell           |
| —  | TV | Anh      | Connor Packwood           |
| —  | TĐ | Anh      | David Coleman             |
| —  | TĐ | Anh      | Joseph Hanlon             |
| —  | TĐ | Anh      | Connor Simon              |
| —  | TĐ | Anh      | Tyler Sibson              |

## Kỉ lục
- Thành tích tốt nhất tại FA Cup : Vòng loại 3 – 2011–12
- Thành tích tốt nhất tại FA Vase : Vòng 2 – 2000–01, 2001–02, 2005–06